# أنتونوف أن-70
أنتونوف أن-70 (بالإنجليزية: Antonov An-70)‏ هي طائرة شحن بأربع محركات أنتجت في 1994 بأوكرانيا. من صناعة أنتونوف. كان أول طيران لها في 16 ديسمبر 1994. ومازالت في الخدمة حتى الآن. وسعر الطائرة الواحدة منها هو 50–55 مليون دولار، 60–70 million (export).